# Rudolf Charousek
Rudolf Charousek, ungh. Rezső Charousek (Praga, 19 settembre 1873 – Budapest, 18 aprile 1900), è stato uno scacchista ungherese.

## Biografia
Nato a Praga da famiglia ungherese, si trasferì dopo pochi mesi a Debrecen e poi a Miskolc. Imparò a giocare a scacchi a 14 anni, dopo aver ricevuto come regalo natalizio una scacchiera. In breve tempo divenne uno dei più forti giocatori di Miskolc. Si dice che fosse così povero da non poter comprare l'Handbuch des Schachspiels di von Bilguer, copiandolo interamente a mano. 
Dopo aver studiato all'Accademia di Legge di Košice, all'età di 20 anni andò a Budapest, dove si impose subito come un fortissimo giocatore. Pareggiò un match contro Géza Maróczy, poi sconfisse Gyula Makovetz, considerato allora il più forte maestro ungherese.
Nel 1896 fu organizzato un grande torneo internazionale a Norimberga, la città natale di Siegbert Tarrasch. Nonostante le raccomandazioni di Maroczy, Charousek non fu invitato, ma fu ammesso al posto di William Bird dopo che quest'ultimo annunciò di non poter partecipare. Si classificò 12º su 19 partecipanti, davanti a Marco, Albin e Winawer. Sconfisse però il campione del mondo Lasker, vincitore del torneo, Janowski e Blackburne. Dopo il torneo Lasker disse: «Prima o poi dovrò fare un match di campionato contro questo ragazzo». 
Ottenne poi diversi importanti successi:
- 1896: pari primo con Chigorin a Budapest (Chigorin vinse lo spareggio);
- 1897: vince il torneo di Berlino davanti a Carl Walbrodt e altri 18 maestri, vincendo tutte le ultime nove partite;
- 1898: secondo a Colonia davanti a Steinitz, Schlechter e altri 12 maestri (vinse Amos Burn).

Considerato come uno dei più seri pretendenti al titolo mondiale, morì però nel 1900 all'età di soli 26 anni per tubercolosi. Dopo la sua morte Joseph Blackburne scrisse: «Ci domandiamo tutti cosa avrebbe potuto fare, se fosse vissuto».
Era un grande esperto del gambetto di re, in particolare del gambetto dell'alfiere di re (3. Ac4).
È stato uno fondatori, assieme a Geza Maroczy, della scuola scacchistica ungherese.
Il grande maestro statunitense Reuben Fine disse di lui che fu «il John Keats» degli scacchi», paragonando la sua arte e la sua breve vita (morirono entrambi all'età di 26 anni) a quella del grande poeta romantico inglese.
L'omonimo personaggio del romanzo Il Golem di Gustav Meyrink è a lui ispirato.

## Partite notevoli
- Charousek - Makovetz, Budapest 1893  – Gambetto di re rifiutato
- Charousek - Wollner, Kaschau 1893  – Gambetto danese  (Charousek conclude con uno splendido sacrificio di Donna)
- Maroczy - Charousek, Budapest 1896  – Controgambetto Falkbeer
- Maroczy - Em. Lasker, Norimberga 1896  – Gambetto dell'alfiere di Re
- Charousek - Blackburne, Norimberga 1896  – Gambetto Evans
- Winawer - Charousek, Budapest 1896  – Partita Spagnola
- Charousek - Brody, Budapest 1897  – Apertura Sokolsky
- Ferenczy - Charousek, Miskolc 1897  – Partita Spagnola  (partita alla cieca)